# Euceropsylla multiplex
Euceropsylla multiplex är en insektsart som först beskrevs av Leonard D. Tuthill 1947.  Euceropsylla multiplex ingår i släktet Euceropsylla och familjen rundbladloppor.
Artens utbredningsområde är Costa Rica. Inga underarter finns listade i Catalogue of Life.